# Zamek w Aberystwyth
Zamek w Aberystwyth (ang. Aberystwyth Castle, wal. Castell Aberystwyth) – edwardiańska forteca w Aberystwyth, Ceredigion, w środkowej Walii. Została zbudowana podczas Pierwszej Wojny Walijskiej pod koniec XII wieku z aleurytów. Prace budowlane zaczęto w 1277 roku.

## Czasy współczesne
Zamek jest otwarty dla zwiedzających. Zarządza nim rada miejska Aberystwyth.

## Galeria

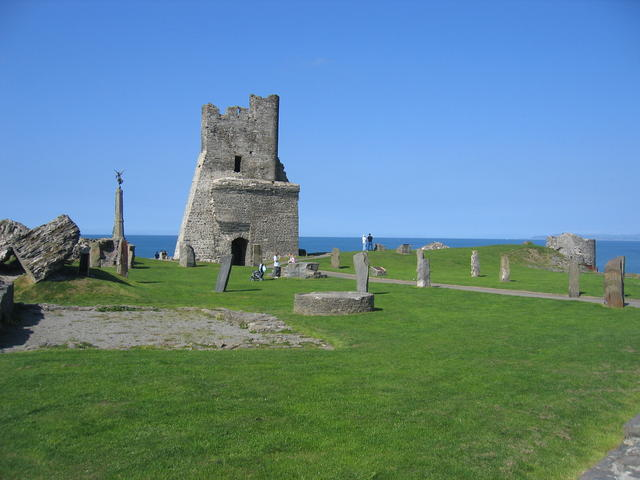
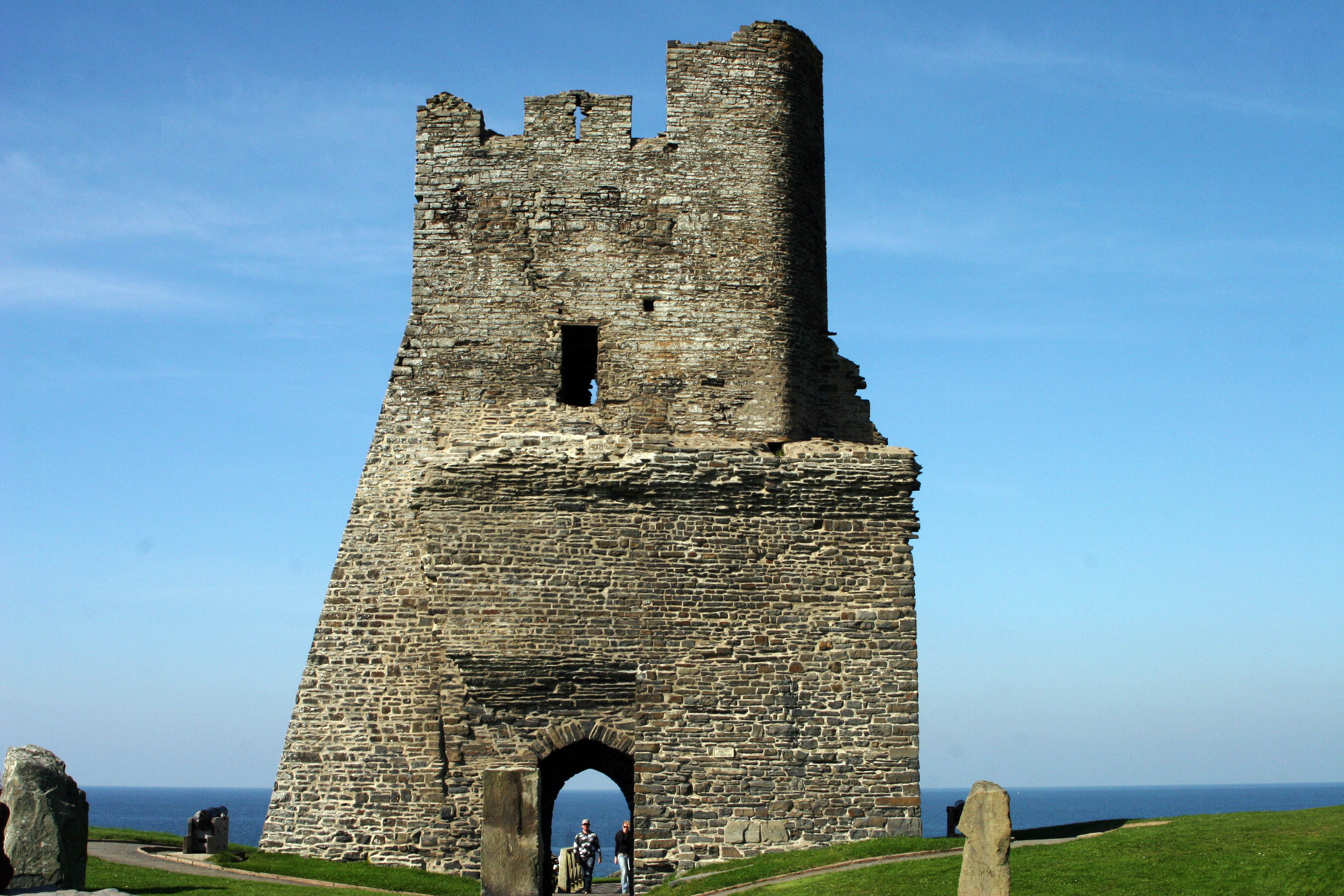
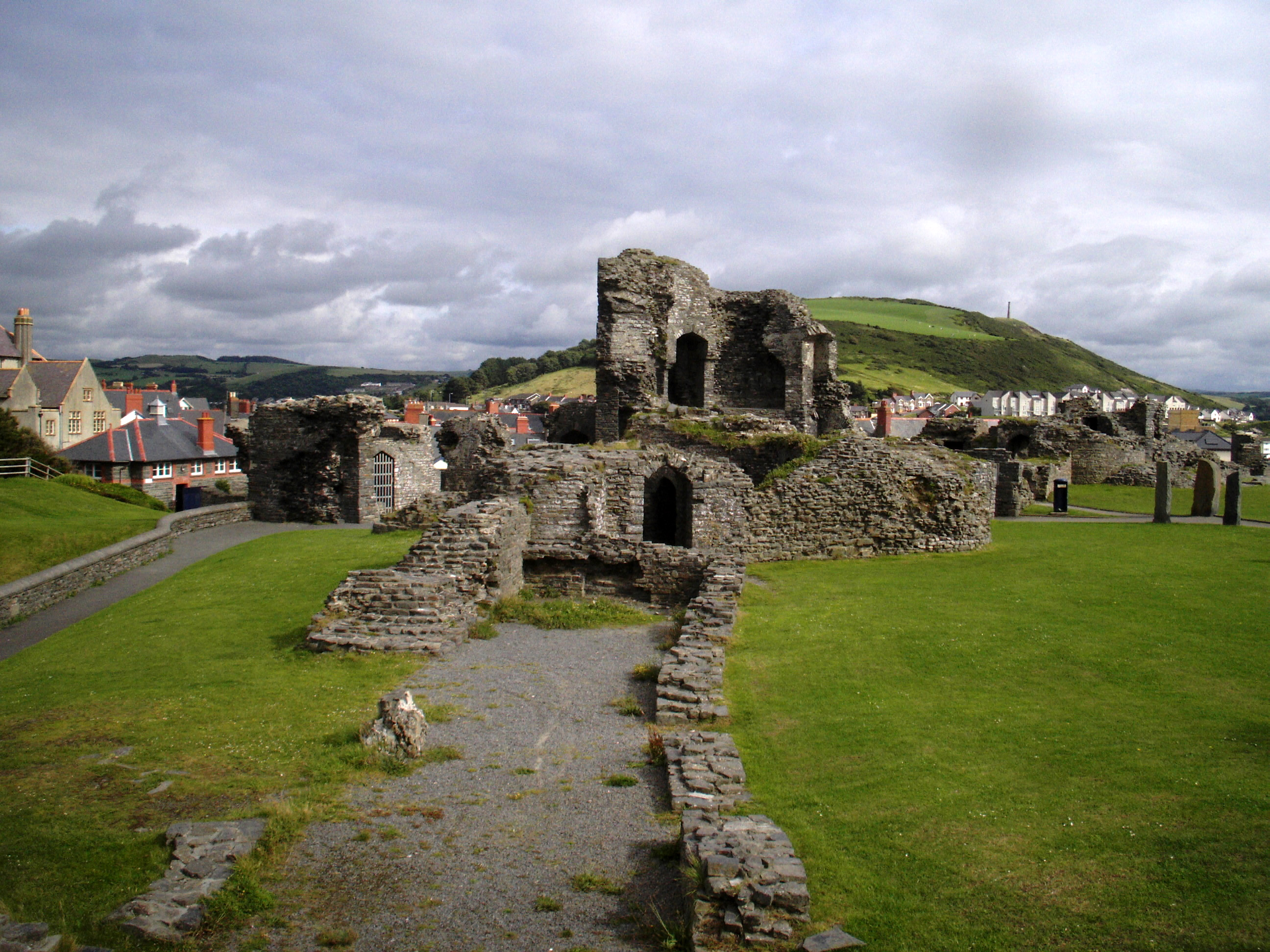